# Super Chief: The Life and Legacy of Earl Warren
Pour plus de détails, voir Fiche technique et Distribution.
Super Chief: The Life and Legacy of Earl Warren est un film américain réalisé par Bill Jersey, sorti en 1989.

## Synopsis
Le film s'intéresse à la figure controversée du juge en chef des États-Unis Earl Warren.

## Fiche technique
- Titre : Super Chief: The Life and Legacy of Earl Warren
- Réalisation : Bill Jersey
- Musique : Mark Adler
- Montage : Gary Weimberg
- Production : Bill Jersey et Judith Leonard
- Société de distribution : Direct Cinema
- Pays :  États-Unis
- Genre : Documentaire
- Durée : 88 minutes
- Dates de sortie : 
  -  États-Unis : 1989

## Distinctions
Le film a été nommé à l'Oscar du meilleur film documentaire.